# Anna Borkiewicz-Celińska
Anna Borkiewicz-Celińska ps. „Hanka Skrzynkowa”, „Iza” (ur. 11 listopada 1921 w Jabłonnie, zm. 25 kwietnia 2019 w Warszawie) – polska historyk, doktor nauk humanistycznych, plutonowy podchorąży Armii Krajowej, żołnierz „Dysku”, łączniczka dowódcy 2. kompanii „Rudy” batalionu „Zośka” – Andrzeja Romockiego, powstaniec warszawski.

## Życiorys

### Dzieciństwo i młodość
Córka pułkownika Adama Borkiewicza i Zdzisławy ze Świtalskich. Uczennica Prywatnej Szkoły Powszechnej IV Rodziny Wojskowej w Warszawie. W 1932 rodzina Borkiewiczów przeniosła się do Suwałk, w związku ze służbowymi obowiązkami pułkownika Borkiewicza. Tam przez dwa lata uczęszczała do Gimnazjum i Liceum im. Marii Konopnickiej. Od 1935 uczennica Państwowego Gimnazjum i Liceum Żeńskiego im. Juliusza Słowackiego w Warszawie. W latach 1935–1940 mieszkała wraz z rodziną w Belwederze, gdzie jej ojciec był dyrektorem Muzeum Józefa Piłsudskiego. Od jesieni 1940 mieszkała w podwarszawskich Pyrach.

### II wojna światowa

#### Konspiracja
W konspiracji od 1939 za sprawą ppłk. Bronisława Patlewicza. W Służbie Zwycięstwu Polski pełniła funkcję łączniczki podpułkownika. W 1942 przystąpiła do oddziału „Dysk”. W tym samym roku, poprzez Macieja Bittnera, rozpoczęła współpracę z Grupami Szturmowymi. W sklepie z futrami, w którym pracowała jako ekspedientka mieściła się skrzynka oraz lokal kontaktowy batalionu. W 1944 ukończyła, z pierwszą lokatą, szkolenie wojskowe w Szkole Podchorążych Rezerwy Piechoty.

#### Powstanie warszawskie
W powstaniu warszawskim najpierw walczyła w szeregach „Dysku”, a następnie batalionu „Zośka”. Była łączniczką dowódcy 2. kompanii – Andrzeja Romockiego. Brała udział w walkach na Woli i Starym Mieście. Trzydziestego dnia powstania ciężko ranna w głowę i krzyż, następny miesiąc spędziła w szpitalu. Po upadku powstania wraz z ludnością cywilną opuściła Warszawę. Wyjechała do rodziny przebywającej w Częstochowie.

### Lata powojenne
Jesienią 1945 roku rozpoczęła studia na Wydziale Historii Uniwersytetu Warszawskiego. W styczniu 1949 aresztowana przez funkcjonariuszy Ministerstwa Bezpieczeństwa Publicznego i osadzona w więzieniu na Rakowieckiej. Na wolność wyszła szybko, dzięki znajomości ojca z Władysławem Broniewskim, który uzyskał dla niej zwolnienie od Bieruta. Powróciła na studia i w 1950 obroniła pracę magisterską. W tym samym roku podjęła pracę w Oddziale Kartograficznym Archiwum Głównego Akt Dawnych.

#### Pobyt w więzieniu
Powtórnie aresztowana 23 października 1950. Przez półtora roku przebywała w więzieniu karno-śledczym, tzw. Toledo na Pradze. W celi przebywała wraz z córką Antoniego Pajdaka, Wiesławą. W kwietniu 1951 skazana wyrokiem Wojskowego Sądu Rejonowego na karę siedmiu lat pozbawienia wolności za „próbę obalenia ustroju siłą”. Karę odbywała w Zakładzie Karnym w Fordonie. Zwolniona 30 września 1953 z powodu złego stanu zdrowia.

#### Praca
Po opuszczeniu więzienia nie mogła pracować w zawodzie historyka. W 1956 poślubiła kolegę z batalionu „Zośka”, Bogdana Celińskiego. W latach 1957–1971 pracowała w Instytucie Historii Kultury Materialnej PAN. W 1968 zdobyła stopień doktora. Od 1971 do przejścia na emeryturę w 1981 była pracownikiem Instytutu Historii PAN.
W 2010 wystąpiła w filmie Mariusza Malca „Oni szli Szarymi Szeregami”.

## Publikacje
Autorka monografii „Batalion Zośka”. Opracowała również Księgę radziecką miasta starej Warszawy 1447–1527 (wspólnie z Marią Arnoldową i Józefem Płochą), Osadnictwo ziemi ciechanowskiej w XV w. oraz słowniki:
- Słownik historyczno-geograficzny ziem polskich w średniowieczu (red. A. Wolff)
- Słownik historyczno-geograficzny województwa płockiego w średniowieczu (red. A. Gąsiorowski)

## Odznaczenia
- Krzyż Oficerski Orderu Odrodzenia Polski (2012)(za wybitne zasługi dla niepodległości Rzeczypospolitej Polskiej, za działalność społeczną i kombatancką)[5]
- Krzyż Kawalerski Orderu Odrodzenia Polski (1980)
- Krzyż Walecznych (1944)
- Warszawski Krzyż Powstańczy (1982)
- Krzyż Armii Krajowej (1983)
- Medal za Warszawę 1939–1945 (1973)
- Medal Zwycięstwa i Wolności 1945 (1973)
- Medal Polonia Mater Nostra Est (2004)